# Pascualcobo
Pascualcobo – gmina w Hiszpanii, w prowincji Ávila, w Kastylii i León, o powierzchni 16,14 km². W 2011 roku gmina liczyła 42 mieszkańców.